# Червењик
Червењик (слч. Červeník) насељено је мјесто са административним статусом сеоске општине (слч. obec) у округу Хлоховец, у Трнавском крају, Словачка Република.

## Становништво
| Година:    | 1994. | 2004.   | 2014.    | 2024.   |
| ---------- | ----- | ------- | -------- | ------- |
| Број људи: | 1420  | 1495    | 1669     | 1691    |
| Разлика:   |       | +5,28 % | +11,63 % | +1,31 % |

| Година:    | 2023. | 2024.   |
| ---------- | ----- | ------- |
| Број људи: | 1686  | 1691    |
| Разлика:   |       | +0,29 % |

Према подацима о броју становника из 2024. године насеље је имало 1691 становника.